# 93 Minerva
93 Minerva este un asteroid din centura principală, descoperit pe 24 august 1867, de James C. Watson.